# Нехристь (термин)
«Не́христь» (ранее также «нехресть») — один из терминов для концепта иноверца, входящий в группу лексем, обозначающих «иных» по вере или идеологии, выражение религиозного антагонизма: не христианин, некрещёный; просторечное, разговорно-сниженное жестокий, бессовестный, несправедливый человек; порицающее или бранное слово; оскорбляющий что-либо священное; порочный человек, грешник; не верящий в Бога (в бранном значении применительно к «бусурманам»), безбожник, нечестивец. Принадлежит к числу терминов для обозначения религиозного образа врага, наряду с такими как «иудеи-христоубийцы», «неверные» и др. В словаре Ушакова слово было названо устаревшим, однако не вышло из употребления.
Термин выражает оппозицию «свой — чужой», являющуюся проблемным полем для религиозного, в том числе христианского, сознания. «Нехристь» воспринимается религиозным сознанием в качестве порождения хаоса, немыслимого, несуразного или оскорбительного. Семантика слова содержит отрешение не только от принадлежности к числу христиан, но и от принадлежности к сфере цивилизации (нехристь — варвар). Отрицательную коннотацию термин сохраняет и в пределах светской, секуляризированной культуры.
«Басурман» — иноверец и / или иноземец независимо от веры — в русской лингвокультуре определяется «нехристем», другими словами, не только как не христианин, некрещёный, но и безбожник, бессовестный, жестокий, бесчестный, охальник, бесстыдник, наглец. Синонимический ряд слова «нехристь» (безбожник, заблудшая овца, грешник, греховодник, развратник, распутник, беззаконник, преступник, злодей) уравнивает неверие в общепринятую религию и преступление, поскольку в русской народной культуре безбожие понималось как ведущее к нечестивой жизни без совести и закона, жизни во зле.
Русская лингвокультура строит модель концепта «иноверцы» на основе фрейма, центр которого составляет образ человека иной веры относительно господствующей в конкретном обществе, а потому неправильной в представлениях этого общества. Субфреймом являются «представители другой веры», что вербализуется через лексемы басурман, гяур, католик, магометанин, мусульманин, некрещеный, нехристь, протестант и др.
В казачьем фольклоре оппозиция «свой — чужой» имела этноконфессиональную окраску, подчёркивалось различие казаков и горцев в вероисповедании. Народное творчество казаков соотносило понятия «горцы — нехристи — басурмане». В религиозных представлениях казачества горец понимался как иноверец, «нехристь», неверный своему слову «басурманин». В исторических песнях казаков Терека встречаются слова: «Но нам пули все знакомы, Нам и ядра нипочём: Мы всегда дружно готовы Встретить нехриста штыком».
В Сибири инородцы могли именоваться без брани тварь, тварьё, собирательно не́христь.
Термин используется в переводах на русский язык. В «Песне о Роланде» (перевод Юрия Корнеева): «Пусть каждый рубит нехристей сплеча, чтоб не сложили песен злых про нас. За нас господь — мы правы, враг не прав»; «Пусть синагоги жгут, мечети валят. Берут они и ломы, и кувалды, бьют идолов, кумиры сокрушают, чтоб колдовства и духу не осталось».